# Justin Mengolo
Justin Junior Mengolo (Yaoundé, 24 giugno 1993) è un calciatore camerunese, attaccante svincolato.

## Carriera

### Club

#### Stabæk
Il 5 settembre 2015, libero da vincoli contrattuali, si è accordato con i norvegesi dello Stabæk fino al termine della stagione in corso. Mengolo sarebbe stato tesserato per sostituire Adama Diomandé, ceduto all'Hull City pochi giorni prima. Il 10 settembre, lo Stabæk ha reso noto di non aver depositato il contratto di Mengolo per questioni burocratiche.